# 岡本忠成
岡本 忠成（おかもと ただなり、1932年1月11日 - 1990年2月16日）は、日本のアニメーション作家。
持永只仁や川本喜八郎とともに日本のアニメーション黎明期の礎を築き、多大な功績と発展を遺した「アニメーションの神様」の一人として知られる。
妻は人形作家の森田さと子、長男はブックデザイナーの岡本洋平。義弟にイタリア美術研究で著名な森田義之がいる。

## 経歴
大阪府豊中市生まれ。
大阪大学法学部卒業、一般会社に就職した後にチェコのアニメ作家イジー・トルンカを始めとしたチェコのアニメーションの作品に魅せられて退社し、日本大学芸術学部映画学科に編入学。
1961年に持永只仁のMOMプロダクションに入社し、アニメーション撮影の腕を磨く。1964年にフリーになり、株式会社エコーを設立する。
翌年から星新一のSF短編小説である『ふしぎなくすり（盗んだ書類）』（1965年制作）と『ようこそ宇宙人（夜の事件）』（1966年制作）の2作品に取り掛かる。『ふしぎなくすり』では毎日映画コンクール大藤信郎賞、『ようこそ宇宙人』ではイタリアのヴェネツィア国際児童映画祭で銀賞、毎日映画コンクールで二度目の大藤信郎賞を受賞して一躍注目を浴びた。
1971年に個人上映会を開催。1972年芸術選奨新人賞受賞。これをきっかけに翌年川本喜八郎と合同で作品上映会「パペットアニメーショウ」を開催し、年1度のペースで（途中休止期間あり）1980年、第6回まで続いた。脚本や演出面でも頭角を現し、1971年制作の『チコタン ぼくのおよめさん』では原曲のショッキングな内容を忠実かつ衝撃的な演出で描いた作品として知名度が高い。
岡本はその後も様々かつ秀逸なアニメーション作品を積極的に多数制作した。中でも1974年に理論社から発行された絵本「おこんじょうるり」（原作さねとうあきら・挿絵井上洋介）を元に1982年に制作した人形アニメーション『おこんじょうるり』は代表作の一つとして知られており、原作には無かった浄瑠璃の歌唱シーンで岡本の創作と演出が大きく冴え渡った傑作として名高く、当時テレコム・アニメーションフィルムで『セロ弾きのゴーシュ』の制作に携わっていた高畑勲も大きな刺激と影響を受けた作品の一つに挙げている。1984年には「みんなのうた」で大貫妙子が歌う『メトロポリタン美術館』の人形アニメーション演出を担当。曲調や歌詞に合わせた不思議な世界を創作して視聴者を魅了し、これも大きな話題となった。
1989年からはセルアニメーション作品『注文の多い料理店』の制作（脚本、演出）に取り掛かっていたが、1990年に入ってから体調を悪化させて倒れ、同年2月16日午後7時50分、肝臓がんのため入院先の東京女子医科大学病院で死去。享年58。以前から酒好きが祟って肝硬変を患っており、晩年は体調不良を押して制作を行っていた最中の急逝であった。
岡本の遺作となった『注文の多い料理店』の制作は盟友の川本が監修と言う形で受け継ぎ、翌年の1991年に完成させた。岡本の急逝により急遽とは言え岡本と川本がタッグを組んだ作品となったことから、公開当時は大きな注目を浴びた。また、この作品は当時東京藝術大学に在学中であった長男の洋平も制作に携わっていた。

## 作風など
エコー社設立後の1965年から1990年まで、「同じことは二度行わない」の信条のもと、中篇では昔話や星新一のショート・ショートなどの物語を主軸に、短篇では音楽や歌をアニメーションにする形で、幅広い種類の素材を使いながら制作を行った。作品の制作過程の一部は『大藤信郎賞：毎日映画コンクール：受賞短編アニメーション全集』（DVD、全８巻）の制作スタッフらへのインタビューからうかがうことができる。
ストップモーション撮影技法に秀でており、それを活用した人形アニメーションの作品が多かったが、立体人形、半立体人形、セル画など様々な素材を用いた美術全般の造形や制作も得意で、それらを応用した技法面の挑戦も欠かさなかった。
趣味は絵画で、特に油絵を好んで嗜んでいた。
川本喜八郎とは誕生日が同じで、盟友でありながら互いに切磋琢磨しあうライバルでもあった。

## 作品
- NHK『みんなのうた』作品
  - 1975年 - オナカの大きな王子さま
  - 1976年 - シンフォニック・バリエーション
  - 1977年 - 雪の日のたより
  - 1983年 - ロバちょっとすねた
  - 1984年 - メトロポリタン美術館
  - 1986年 - コロは屋根のうえ

- 歌のシリーズ
  - 1968年 - おじいちゃんが海賊だった頃
  - 1968年 - 十人の小さなインディアン
  - 1970年 - ホーム・マイホーム
  - 1971年 - 12月のうた
  - 1971年 - お淋し谷の別れ歌
  - 1971年 - チコタン ぼくのおよめさん

- 「人間いじめ」シリーズ
  - 1973年 - 旅は道連れ世は情
  - 1975年 - うらめしでんわ
  - 1976年 - サクラより愛をのせて
  - 1980年 - おしずかに
桂朝丸（桂ざこば (2代目)）による創作落語にヒントを得ての作品であり、朝丸のしゃべりをプレスコして製作している。エコー自主作品、各2～4分の短編（セル/イラストマーカー）。

- 星新一原作
  - 1965年 - ふしぎなくすり（盗んだ書類）
毎日映画コンクール大藤信郎賞、教育映画祭教育映画部門最高賞、東京都教育映画コンクール銀賞受賞
  - 1966年 - ようこそ宇宙人（夜の事件）
ベネチア国際児童映画祭（イタリア）銀賞、毎日映画コンクール大藤信郎賞、教育映画祭学校教育映画部門最高賞、児童福祉文化賞、東京都教育映画コンクール金賞受賞
  - 1966年 - キツツキ計画（キツツキ計画）
  - 1970年 - 花ともぐら（花とひみつ）
- 1972年 - 日本むかしばなし さるかに
- 1972年 - モチモチの木
- 1973年 - 南無一病息災
- 1974年 - 小さな五つのお話し
  - 第1話「おしいれ」
  - 第2話「どろんこ」
  - 第3話「もけいひこうき」
  - 第4話「のらねこ」
  - 第5話「かくれんぼ」
- 1975年 - 水のたね
- 1975年 - 深海魚
- 1976年 - あれはだれ?
- 1976年 - ちからばし
- 1977年 - 虹に向って
- 1978年 - りすのパナシ
- 1979年 - 鬼がくれ山のソバの花
- 1979年 - ビューティフル・ネーム
- 1980年 - 忘れられた人形
- 1981年 - 白い象
- 1981年 - ふらいぱんじいさん
- 1982年 - 人類の進化
- 1982年 - おこんじょうるり
- 1986年 - ほたるもみ
- 1991年 - 注文の多い料理店
川本喜八郎によって完成された遺作。

- TBSテレビ『お天気ママさん』オープニング・エンディング映像